# Microgobius meeki
 Microgobius meeki es una especie de peces de la familia de los Gobiidae en el orden de los Perciformes.

## Morfología
Los machos pueden llegar a alcanzar los 5,4 cm de longitud total.

## Distribución geográfica
Se encuentra desde Puerto Rico y Venezuela hasta  Santos (Brasil ).

## Observaciones
Es inofensivo para los humanos.